# Розвідка технологій
Розвідка технологій (англ. Techology scouting) — це складова процесу управління технологіями, завдяки якому:
1. виявляються нові технології;
2. інформація, пов'язана з технологією, спрямовується в потрібну організацію;
3. широко підтримується придбання нових технологій.[1][2]

Це відправна точка довгострокового та інтерактивного процесу поєднання зовнішніх технологій із внутрішніми потребами організації для досягнення її стратегічних цілей. Такому поєднанню також може посприяти створення технологічної дорожньої карти. Розвідка технологій також є частиною конкурентного розвідування, яке застосовують підприємства як інструмент конкурентної стратегії. Технологічну розвідку також можна розглядати як спосіб прогнозування технологій або в більш широкому контексті як елемент корпоративного прогнозування. Технологічна розвідка може також застосовуватися як елемент відкритого інноваційного підходу. Технологічна розвідка вважається неодмінною складовою сучасної системи управління технологіями.
Технологічний розвідник — це або співробітник компанії, або зовнішній консультант, який беручи участь у процесах розширення меж компетенцій компанії виходить на новітні обрії знань і розширює внутрішні межі компанії. Він або вона можуть працювати на неповний або повний робочий день для досягнення завдань розвідки. Бажані ознаки технологічного розвідника подібні до ознак, що притаманні технологічному агенту. Серед цих ознак такі: бути латеральним мислителем, добре розумітися в науці та технологіях, бути шанованим всередині компанії, міждисциплінарність і бурхлива образність мислення. Технологічні розвідники часто також відіграють ключову роль у формалізованому процесі прогнозування технологій.

## Приклади використання
Задокументовані та описані приклади використання технологічного розвідування у корпораціях:
- кейс компанії Deutsche Telekom[13]
- кейс компанії Elf Aquitaine[6]
- кейс компанії Novartis[14]
- кейс компанії Sonova[15]